# Parlamentsvalet i Frankrike 2024
Parlamentsval hölls i Frankrike 30 juni och 7 juli 2024, för att välja de 577 ledamöterna i den femte franska republikens 17:e nationalförsamling.
Valet stod mellan fyra koalitioner: Ensemble, Nya Folkfronten (NFP) där de största vänsterpartierna ingår (däribland Det okuvliga Frankrike, Socialistiska partiet, Les Écologistes, och det franska kommunistpartiet), Nationell samling och Republikanerna. 
Det exakta datumet för franska parlamentsval är inte satta i sten, utan utlyses av presidenten. Parlamentsvalet var en överraskning för Macrons politiska allierade. Emmanuel Macron sade innan valet att han inte kommer avgå som president oavsett hur valresultatet ser ut.
Efter den första valomgången ledde Nationell samling med strax över 33,1% av rösterna, en stor ökning från 18,68% av rösterna under det senaste parlamentsvalet. Koalitionen Nya folkfronten fick också bättre resultat än väntat, och fick 28% av rösterna. Ensemble fick 20,8% av rösterna.
I andra omgången fick Nationell samling strax över 37 % av rösterna som gav 143 mandat. Koalitionen Nya folkfronten fick nära 26 % av rösterna och 182 mandat. Ensemble fick drygt 24,5 % av rösterna och 168 mandat. Ingen av partigrupperna fick nödvändiga 289 för majoritet.